# Niels Henrich Weinwich
Niels Henrich Weinwich (3. maj 1755 – 2. maj 1829) var en norsk historisk forfatter.
Niels Henrich Weinwich blev født på Holmegaard, Mandals Amt, søn af lagmand, justitsråd Jacob Weinwich og Catharina Maria født Paludan, blev 1773 dimitteret til Københavns Universitet fra Seminarium Fridericianum i Bergen.
Hans forskellige æstetiske og litterære interesser førte ham snart bort fra eksamensstudium, om han overhovedet har indladt sig herpå; allerede 1776 udgav han under Jacob Langebeks påvirkning sit historiske skrift om Stevns Herred, og året efter påbegyndte han i forening med Bertel Christian Sandvig og Hans Jørgen Birch udgivelsen af Ny kritisk Tilskuer, hvilket tidsskrift dog kun havde en kort levetid. Endnu samme år blev han engageret som medarbejder ved redaktionen af Videnskabernes Selskabs Ordbog, et forhold, der varede til 1788, skønt han næppe gjorde synderlig gavn for pengene, i det han lod meget tilbage at ønske både i retning af flid og af kundskaber. Derudover leverede han bidrag til den 1781 udkomne 7. Bind Erik Pontoppidans Danske Atlas.
Imidlertid var han 1786 bleven kopist ved det genealogisk-heraldiske Selskab, der samme år optog ham som medlem; fra 1800 til selskabets forening med Det kongelige danske Selskab for Fædrelandets Historie 1810 varetog han flittigt dets sekretærforretninger.
Først 1805 kom Weinwich i wmbedsstilling, da han ansattes som litterær medarbejder og bibliotekar ved kronprinsens civile departementskontor med kammerassessors titel; 1808 blev han bibliotekar ved Kongens Håndbibliothek, 1811 justitsråd og 1826 etatsråd.
Gift 22. august 1788 med Anna Maria Møller (født 14. februar 1759 død 12. januar 1835), datter af sognepræst i Store Heddinge Thomas Møller.
Af Weinwichs ret omfangsrige forfatterskab har så godt som intet overlevet ham; hans vigtigste og for sin tid fortjenstlige arbejde, Dansk, norsk og svensk Kunstnerlexicon (1829) er blevet gjort overflødigt ved senere abejder af andre, og det samme gælder hans Dansk-norske Kunsthistorie (1811); talrige små historiske bidrag til tidsskrifter, oversættelser af August von Kotzebues og andres skuespil, digte m. m. skyldes hans flittige pen. Var end hans lærdom ikke synderlig dybtgående, en levende kærlighed til fortiden og dens minder vil man ikke kunne frakende ham.